# Hans Jeschonnek
Hans Jeschonnek (Hohensalza, 9 aprile 1899 – Gołdap, 18 agosto 1943) è stato un generale tedesco, che partecipò alla prima guerra mondiale e fu capo dello staff generale della Luftwaffe durante la seconda guerra mondiale.

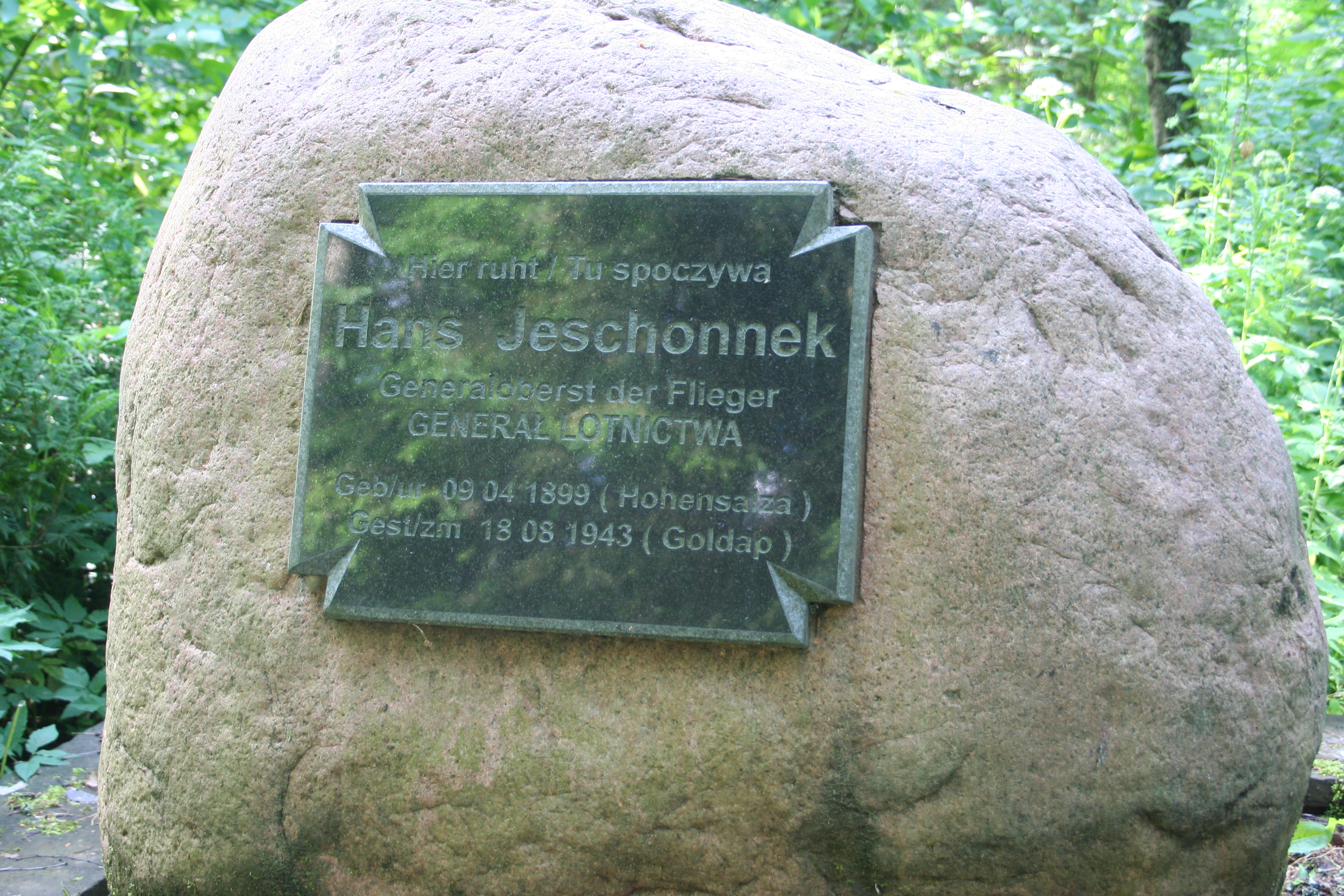
La tomba di Jeschonnek a Gołdap, Voivodato della Varmia-Masuria, Polonia.

Hans Jeschonnek era figlio di un funzionario della Pubblica Istruzione, suo fratello Gert fu viceammiraglio e Ispettore della Marina.

## Biografia
Hans Jeschonnek, ancora quindicenne, s'iscrisse all'Accademia Prussiana per ufficiali e venne inviato al fronte della prima guerra mondiale nel 50º Reggimento di fanteria della Bassa Sassonia, ottenendo nel settembre 1914 il grado di tenente. Nell'estate del 1917 passò all'Aviazione militare, nella quale, dopo la fine della guerra, prese parte alle battaglie delle rivolte nella Slesia. Dopo l'inserimento delle forze armate tedesche nella Reichswehr, egli prese servizio come ufficiale di cavalleria e concluse come primo della classe il corso di addestramento allo Stato Maggiore. Successivamente lavorò in una divisione del Ministero della Difesa responsabile della costruzione di aeroplani proibiti dal Trattato di Versailles.
Venne promosso capitano nel marzo 1934 e maggiore il 1º aprile 1935. Nello stesso anno fu trasferito al Gruppo aeronautico "Greifswald" e nell'ottobre del 1936 assunse il comando, con il grado di Geschwaderkommodore, della squadra di addestramento della Luftwaffe. Nel 1937 rientrò come capo divisione nel Ministero dell'aeronautica, dove nel novembre del 1938 fu promosso colonnello.
Dal 1º febbraio 1939 alla sua morte fu Capo di Stato Maggiore della Luftwaffe, da agosto 1939 con il grado di maggior generale.
Il 27 ottobre 1939 fu decorato con la Croce di Cavaliere della Croce di Ferro.
Dopo i successi della Luftwaffe nella campagna di Polonia del 1939 e in quella di Francia del 1940, nel luglio dello stesso anno fu promosso Generale d'aviazione, saltando il grado di Tenente Generale.
L'armamento dell'aviazione si rivelò infine, osservando i concetti della guerra lampo, scarsamente pianificato. Ciò fu evidente nella battaglia d'Inghilterra del 1940 e più avanti, viste le elevate perdite, nell'invasione dell'Unione Sovietica e nel teatro del Mediterraneo, dove egli non riuscì a garantire la superiorità aerea e di conseguenza i rifornimenti all'Afrikakorps.
Jeschonnek non ebbe prima della guerra, come unico capo servizio del Ministero dell'Aeronautica militare, a causa delle scarse capacità di armamento e finanziamento, l'approvazione dei concetti di armamento aeronautico di Hitler, cosicché Hermann Göring non osò proporre a Hitler un programma realisticamente meno ambizioso. Infine il programma di armamento adottato rimase ampiamente al di sotto delle aspettative di Hitler.
Nella primavera del 1942 Jeschonnek fu promosso Generaloberst.
Dopo il pesante bombardamento di Amburgo di luglio e agosto 1943 venne posta in discussione la sostituzione di Jeschonnek e Göring nel comando della Luftwaffe. Hitler già si esprimeva negativamente su Göring per il fallimento del rifornimento aereo della sacca di Stalingrado e indirizzò la sua rabbia sulla carenza di supporto della Luftwaffe di fronte ai crescenti attacchi anglo-americani come quelli sulla Ruhr e anche su Jeschonnek, per cui quest'ultimo fu abbandonato da Göring.
Dopo il primo, pesante attacco aereo su Peenemünde nella notte tra il 17 e il 18 agosto 1943, e anche per aver impartito degli ordini errati per la difesa aerea a 100 piloti, Jeschonnek si suicidò.
Göring falsificò la data del suicidio portandola al 19 agosto, per evitare il collegamento al bombardamento, e attribuì ufficialmente il decesso a un'emorragia allo stomaco.
Joseph Goebbels commentò il fatto annotando nel suo diario il 20 agosto 1943:
((DE)  Elke Fröhlich (Hrsg.): Die Tagebücher von Joseph Goebbels. K. G. Saur, München, Teil II: Diktate 1941–1945. 15 Bde. 1993–1996, ISBN 3-598-21920-2. Band 9, S. 318, 20. August 1943.)
 Fino ad oggi compare ogni tanto nella letteratura questa falsa versione del fatto.